# De onsterfelijke diepvriesmens
De onsterfelijke diepvriesmens (Engelse titel: The Age of the Pussyfoot) is een sciencefictionroman van de Amerikaanse schrijver Frederik Pohl. 

## Synopsis
Dankzij een vergevorderde medische wetenschap kan iemand die sterft toch later verder leven. Charles D. Forrester ontwaakt na zes eeuwen uit zijn diepvriesslaap en in het bezit van 250.000 dollar kan hij aan een nieuw leven beginnen. Hij wordt echter wakker in een totaal andere wereld en heeft de grootste moeite om zich aan te passen in deze nieuwe wereld. De eerste dag van zijn wedergeboorte wordt hij meteen al vermoord en terug tot leven gewekt.